# Hames-Boucres
Hames-Boucres és un municipi francès, situat al departament del Pas de Calais i a la regió dels Alts de França. L'any 1999 tenia 1.106 habitants.

## Situació
Hames-Boucres es troba al nord del departament del Pas de Calais.

## Administració
Hames-Boucres es troba al cantó de Guînes, que al seu torn forma part del districte de Calais. L'alcalde de la ciutat és Pierre Allender (2001-2008).